# Un travail d'homme
Pour plus de détails, voir Fiche technique et Distribution.
Un travail d'homme (Miehen työ) est un film dramatique finlandais écrit et réalisé par Aleksi Salmenperä et sorti en 2007. 
Le film a été la candidature de la Finlande à la 80e cérémonie des Oscars pour l'Oscar du meilleur film en langue étrangère, mais n'a pas été repris dans la liste des nommés,. Il a également été présenté en 2007 au 29e Festival international du film de Moscou.

## Fiche technique
- Titre original : Miehen työ
- Titre français : Un travail d'homme
- Réalisation : Aleksi Salmenperä
- Scénario : Aleksi Salmenperä
- Photographie : Tuomo Hutri
- Montage : Samu Heikkilä
- Musique : Ville Tanttu
- Production :
- Sociétés de production :
- Pays de production : Finlande
- Langue originale : finnois
- Format : couleur
- Genre : drame
- Durée : 104 minutes
- Dates de sortie[4] :
  - Pays-Bas : 25 janvier 2007 (International Film Festival Rotterdam)

## Distribution
- Tommi Korpela : Juha, le mari
- Maria Heiskanen : Katja, la femme
- Jani Volanen : Olli / l'ami de Juha
- Stan Saanila : Jamppa
- Konsta Pylkkönen : Akseli Hakala
- Noora Dadu : jeune femme #1
- Joanna Haartti : jeune femme #2
- Kaarina Hazard : cliente / médecin #1
- Eero Saarinen : médecin #2
- Vilma Juutilainen : Oona Hakala
- Helmi Kaartinen : Ida
- Minttu Mustakallio : héroïne de l'enterrement de vie de jeune fille

## Récompenses et distinctions
- (en) Un travail d'homme: Awards, sur l'Internet Movie Database